# Paimboeuf
Paimbœuf (bretonska: Pembo) är en kommun i departementet Loire-Atlantique i regionen Pays de la Loire i nordvästra Frankrike. Kommunen ligger i kantonen Paimbœuf som tillhör arrondissementet Saint-Nazaire. År 2022 hade Paimbœuf 3 030 invånare.

## Befolkningsutveckling
Antalet invånare i kommunen Paimbœuf
| Referens: INSEE |